# Andrzej Zawada (Alpinist)

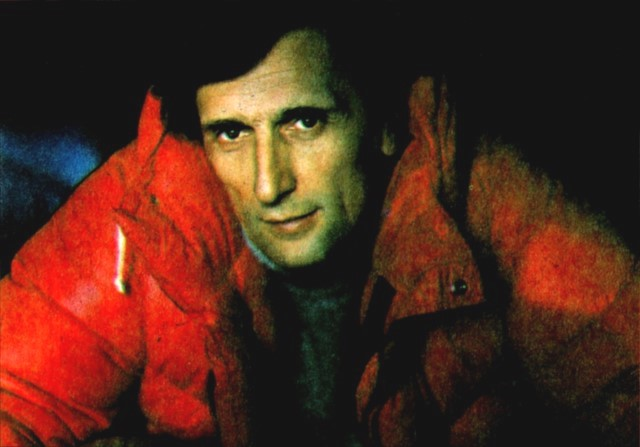
Andrzej Zawada während der Winterexpedition 1980 am Mount Everest.

Maria Andrzej Zawada [ˈandʐɛj zaˈvada] (* 16. Juli 1928 in Olsztyn; † 21. August 2000 in Warschau) war ein polnischer Alpinist, Tatra-Bergsteiger und studierter Seismologe. Er organisierte und führte zahlreiche Himalaja- und Tatra-Expeditionen. Außerdem war er Autor von vielen Berg-Filmen und -Büchern (z. B. Letzter Angriff auf den Kunyang Chhish, 1973). Er war ein Enkel von Tomasz Rawicz-Zawada, einem Teilnehmer des Januaraufstands von 1863.

## Expeditionen
1959 war Zawada Führer der ersten Winterdurchquerung der Hohen Tatra, die 19 Tage dauerte. Im Jahre 1971 führte er die erste polnische Expedition zum Khunyang Chish (7852 m) im Karakorum. Mit Tadeusz Piotrowski gelang ihm die erste Winter-Besteigung des Noshak (7492 m) im Hindukusch (1973). Es war die weltweit erste Winterbesteigung eines Gipfels über 7000 m. Im Jahr 1977 gelang Zawada die Erstbegehung der Nordwand des Koh-i Mandaras (6628 m).
1980 schafften Krzysztof Wielicki und Leszek Cichy die erste Winterbesteigung des Mount Everest (8848 m) unter Leitung von Zawada. Im Winter 1984/85 war er zusammen mit Andrzej Heinrich und Jerzy Kukuczka Teilnehmer der polnischen Cho-Oyu-Expedition. Zur Jahreswende 1987/88 leitete er die erste kanadisch-polnische Winterexpedition zum K2.

## Privates
Er war mit der Schauspielerin Anna Milewska verheiratet.

## Bücher
- Kazimierz Marcinek; Andrzej Zawada: Letzter Angriff auf den Kunyang Chish (polnisch). Wydawnictwo Sport i Turystyka, Warschau 1973